# Platyrrhinus matapalensis
Platyrrhinus matapalensis és una espècie de ratpenat de la família dels fil·lostòmids que es troba als vessants occidentals dels Andes, a l'oest de l'Equador i al nord-oest del Perú, des de 54 fins a 680 metres. Aquesta espècie fou considerada com a població occidental de P. helleri, però el seu parent més proper és en realitat P. brachycephalus. L'espècie fou anomenada en honor de Matapalo, la seva localitat tipus.
P. matapalensis és una espècie petita de Platyrrhinus. Té una franja estreta però clara a l'esquena. Normalment, el pèl de la panxa és bicolor. Al costat superior dels peus hi ha pèls espessos i llargs. El pèl de l'esquena és marró clar i el de la panxa marró. La llargada total varia entre 56 i 65 mm, la llargada dels peus inferiors entre 10 i 13 mm, el pes entre 16 i 20 g, la llargada de l'orella entre 16 i 19 mm i la llargada de l'avantbraç entre 37 i 39 mm.